# Botanische Gärten Durban

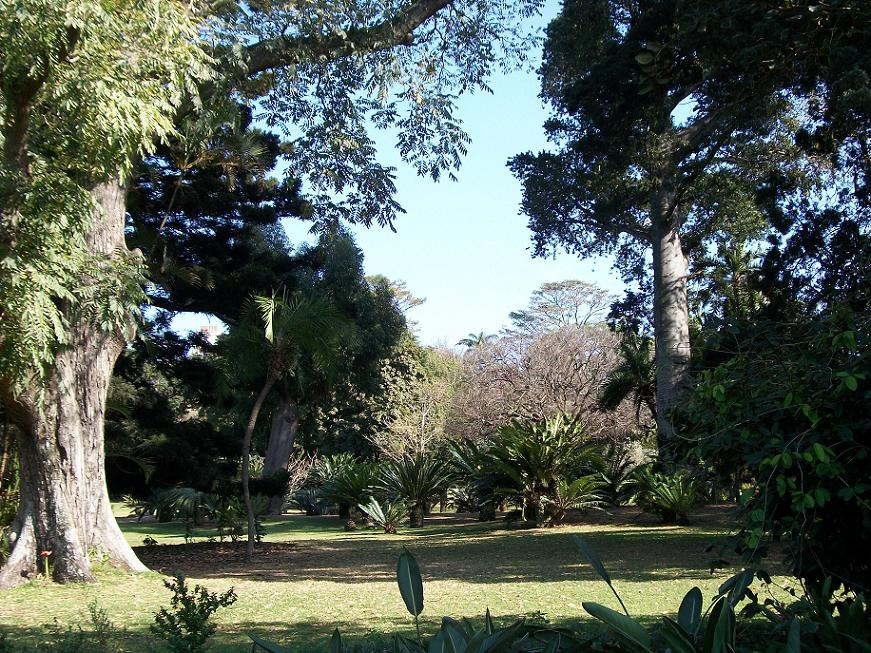
Arboretum in den Botanischen Gärten Durbans

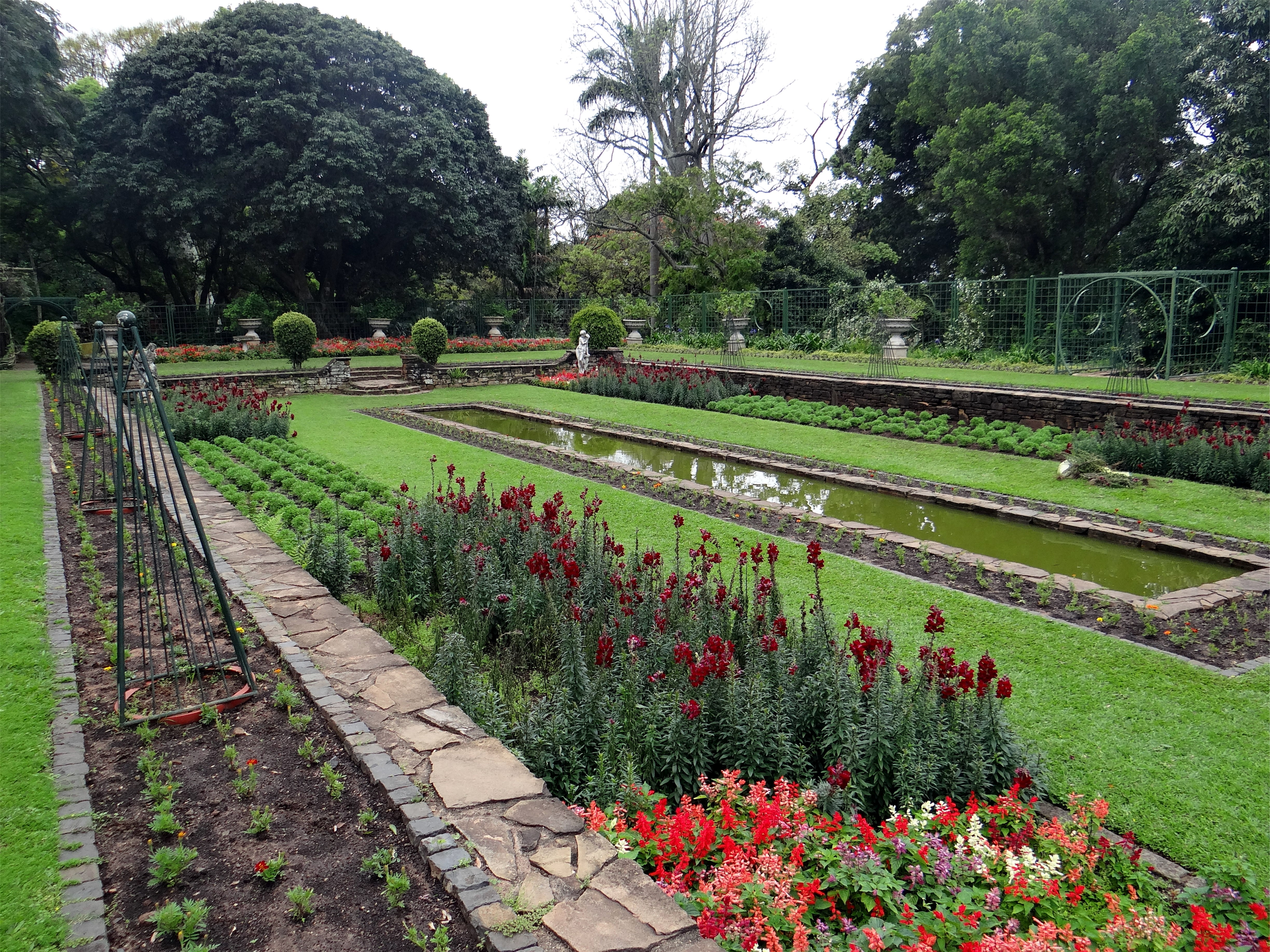
Anlagen in den Botanischen Gärten

Die Botanischen Gärten Durbans (englisch Durban Botanic Gardens, kurz DBG) sind eine öffentliche Gartenanlage in Südafrika. Ihr Entstehen geht auf zwei landwirtschaftliche Versuchsstationen für Nutzpflanzen zurück. Die im Eigentum der Stadt Durban befindlichen Anlagen dienen der Bildung, Forschung und Erholung.

## Übersicht
Die wichtigsten Sammlungsgebiete bilden Palmfarne, Palmen, Orchideen und Bromelien. Ferner befinden sich hier über 80 rare Bäume aus verschiedenen Regionen der Welt, die über 100 Jahre alt sind und deshalb zu den besonders wertvollen Gehölzen innerhalb dieser botanischen Einrichtung zählen. Das Arboretum besitzt Bäume aus Afrika, Asien und Amerika.
Die Botanischen Gärten Durbans sind die älteste erhaltene botanische Einrichtung auf dem afrikanischen Kontinent und zugleich die älteste öffentlich zugängliche Institution in Durban.

## Lage
Die Botanischen Gärten Durbans liegen nordwestlich des Stadtteils Durban Central an der Botanic Gardens Road, etwa zwei Kilometer vom Stadtkern entfernt.
Unweit der botanischen Anlagen befindet sich der Kräutermarkt von Warwick Triangle, einer der größten  traditionellen Handelsplätze für Pflanzen und Pflanzenprodukte im Land.

## Geschichte der Sammlungen

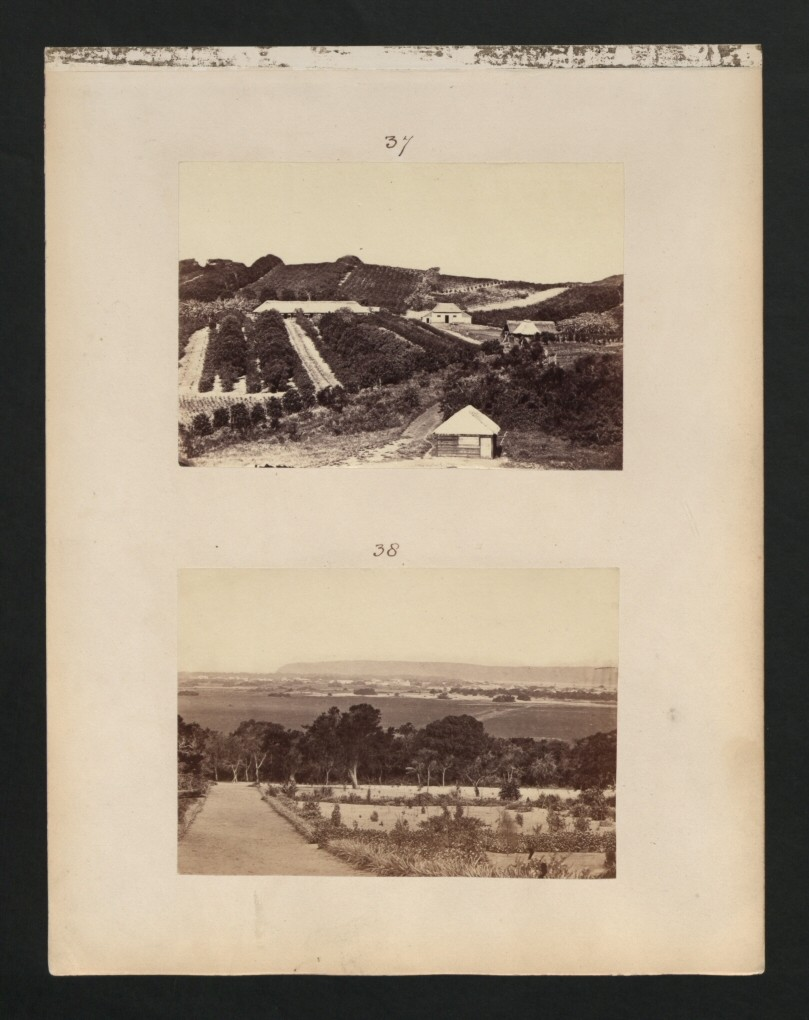
Historische Ansichten von Teilen der Anlage

Als Folgewirkung der in den 1840er Jahren restrukturierten und erweiterten Kew Gardens in London und dem dort eingerichteten Gewächshaus mit tropischen Pflanzen entstanden weltweit botanische Gärten, die auf der Suche nach Nutzpflanzen und aus wissenschaftlichem Interesse mit den Botanikern in Kew Kontakte unterhielten. Mitglieder der Natal Agriculture and Horticultural Society suchten um 1848 östlich des damaligen Stadtgeländes nach einer geeigneten Fläche, um auf ihr einen Versuchsgarten zu errichten.
Die frühesten zu diesem Zweck genutzten Areale befanden sich in einem flachen Gelände unweit des Umgeni River an den Ausläufern der Berea-Hügelkette in der Nähe der heutigen Quarry Road. Hier begann Charles Johnston im Dezember 1849 mit der Kultivierung von Nutzpflanzen. Er gilt als der erste Kurator botanisch ausgerichteter Pflanzungen in Durban.
Ein zuvor in den Bath Botanical Gardens auf Jamaika tätiger Schotte, Mark McKen, kam Anfang der 1850er Jahre nach Durban. Dieser begann auf Flächen, die nahe am damaligen Stadtgebiet lagen und den heutigen Standort repräsentieren, mit der Pflanzung wirtschaftlich nutzbarer Kulturen. Auf 25 Hektar, die später um weitere 25 ergänzt wurden, gelang es ihm Ananas, Chinarinde, Kaffee, Naturkautschuk, Tee, und Zuckerrohr erfolgreich zu gewinnen.
Die Entwicklung der Botanischen Gärten war zum Ende des 19. und zu Beginn des 20. Jahrhunderts besonders durch die Arbeiten des Botanikers John Medley Wood geprägt, der hier zwischen 1882 und 1913 als Kurator wirkte, die erste Beschreibung der Flora von Natal (A handbook to the flora of Natal, 1907) verfasste und ein Herbarium anlegte. In den 1890er Jahren zählten die Durban Botanic Gardens mit ihrem Colonial Herbarium zu den größten botanischen Gärten im Britischen Empire. Für seine Verdienste verlieh ihm die University of Cape Town im Jahre 1913 die Ehrendoktorwürde. Im selben Jahr gingen die Anlagen von der Durban Botanic Society in die Verwaltung der Stadt Durban über. Die umfangreichen Herbarien gingen in das Staatseigentum der damaligen Südafrikanischen Union über.

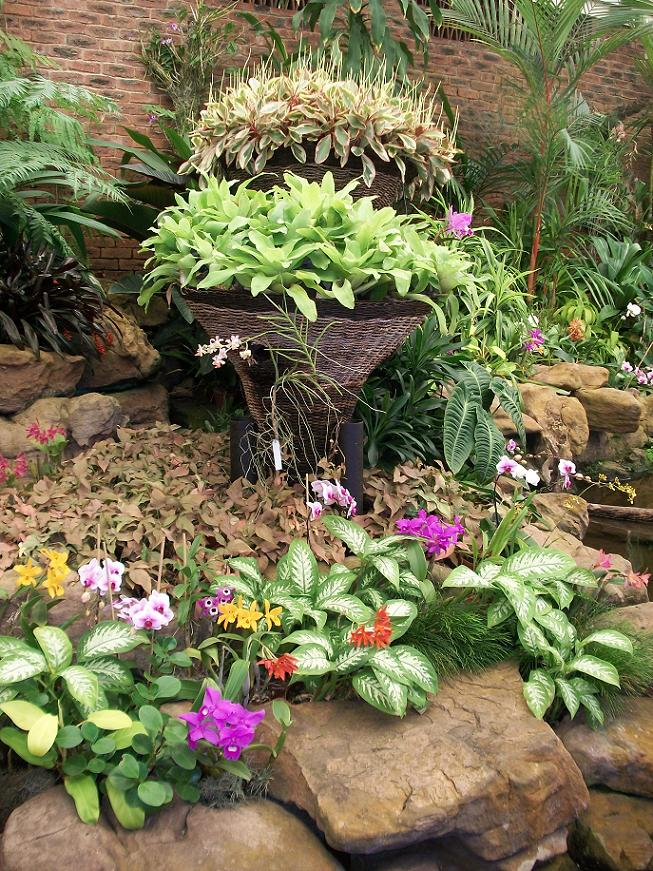
Detail im Orchideenhaus

Die Palmensammlung setzt sich aus etwa 130 Arten von 58 Gattungen zusammen. Im Kern beruht sie auf einer linearen Anpflanzung entlang eines Hauptweges, der 1889 als „Palmenweg“ begonnen wurde. Das Palmetum entstand 1977 in der Umgebung eines Teiches.
Die Orchideenkollektion wurde von Ernest Thorp gegründet, der 1931 noch während seiner Studienzeit mit dem Sammeln begann. Im Jahre 1945 hinterließ er sie den botanischen Sammlungen von Durban. Einige einheimische Orchideensammler förderten die Entwicklung dieser Sammlung. Sie wuchs auf diese Weise bis 1960 erheblich an. Zu deren besseren Präsentation eröffnete man 1962 das Ernest Thorp Orchid House.

## Bildung
Für Schulen werden Kurse in Anlehnung an ihren Lehrplan angeboten. Eine öffentliche Vortragsreihe widmet sich einer breiten Themenpalette. Es werden Informationen zu Gunsten einer permakulturellen Ernährungsweise angeboten und thematische Workshops veranstaltet. Die 1990 eröffnete Bibliothek (William Poulton Library) hält einen Fundus mit Gartenbauliteratur bereit.
Der Durban Botanic Gardens Trust trägt als Fördergesellschaft zum Erhalt und zur Entwicklung der Einrichtung bei. Die John-Medley-Wood-Medaille wird für besondere Leistungen auf dem Gebiet des Gartenbaus und der Botanik in KwaZulu-Natal durch den Durban Botanic Gardens Trust vergeben.

## Forschung

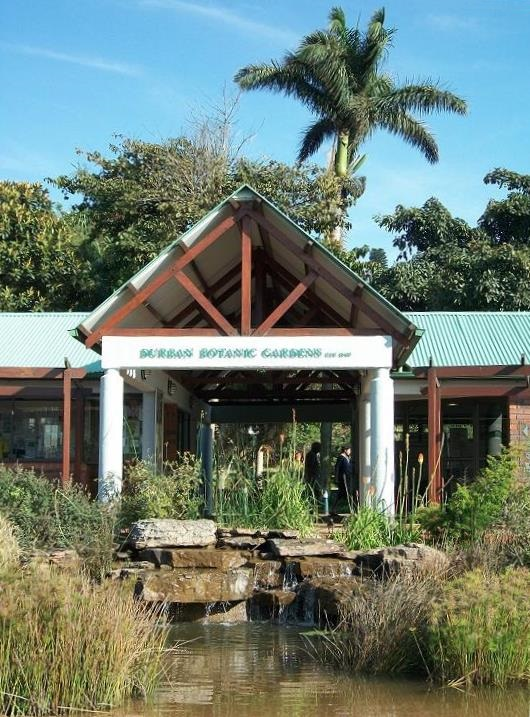
Haupteingang der Botanischen Gärten von Durban

Im Rahmen der Forschungskooperation entwickelten sich enge Beziehungen zu dem KZN Herbarium der University of KwaZulu-Natal und der Durban University of Technology.

## Besucher
Im Durban Botanic Gardens Visitors‘ Centre befindet sich ein Informationsbüro, ein Shop, die Gartenverwaltung und Seminarräume. Die Botanischen Gärten Durbans verzeichnen jährlich etwa 500.000 Gäste.

## Weiterführende Literatur
- Parks Department City of Durban (Hrsg.): The Cycad Collection – Durban Botanical Gardens with notes on cycad conservation and cultivation. Durban 1993,  ISBN 0-620-17645-8